# Ana Zavadlav
Ana Zavadlav, slovenska slikarka in ilustratorka, * 24. april 1970, Šempeter pri Gorici, Slovenija.
Leta 1997 je diplomirala iz slikarstva na Akademiji za likovno umetnost v Ljubljani pri prof. Janezu Berniku in leta 2001 specializirala iz grafike pri prof. Branku Suhyju. Študijsko se je izpopolnjevala na Indiana University of Pennsylvania (ZDA) na oddelku za grafiko in ustvarjala v Cité Internationale des Arts v Parizu. Od leta 2000 dela kot samostojna umetnica. Veliko razstavlja kot slikarka in grafičarka. Od leta 2003 se posveča knjižni ilustraciji za otroke in mladino. Objavlja v otroških revijah (Cicido, Ciciban, Galeb, Mavrica) in knjigah. Za svoje delo je leta 1993 in 1994 prejela študentsko in univerzitetno Prešernovo nagrado. Živi in ustvarja v Solkanu kot samostojna kulturna ustvarjalka.

## Dela

### Pomembnejše knjižne ilustracije
- Slovenski pesniki o Sloveniji (1999) (COBISS)
- Stonoga in druge zgodbe v slikah (2002) (COBISS)
- Od kod si, kruhek? (2003) (COBISS)
- Čudežna krpica (2004) (COBISS)
- Lučka : zgodba o rojstvu (2004) (COBISS)
- Prigode z repkom (2005) (COBISS)
- Igrajmo se s kukujem (2006) (COBISS)
- Ravno prav velik (2006) (COBISS)
- Mi smo slike (2007) (COBISS)
- O Jakobu in muci Mici. Rojstni dan (2009) (COBISS)
- O miški, ki je zbirala pogum (2012) (COBISS)
- Čriček in temačni občutek (2019)

## Nagrade
- Priznanje Hinka Smrekarja (2006)
- Nominacija za izvirno slovensko slikanico (Ravno prav velik) (2007)
- Nominacija za izvirno slovensko slikanico (O Jakobu in muci Mici: Rojstni dan) (2010)
- Slovenski bienale ilustracije: Posebna pohvala po izbiri posamičnega člana žirije (2010)
- Nominacija za nagrado Kristine Brenkove (O miški, ki je zbirala pogum) (2013)
- Levstikova nagrada za opus ilustracij zadnjih dveh let, še posebej za knjigo Čriček in temačni občutek Toona Tellegena (2019), nato še 2021 in 2023
- Nagrada Hinka Smrekarja (2024)

## Vir
- Veler Alenka, ur. (2005). Album slovenskih ilustratorjev. Ljubljana : Mladinska knjiga. COBISS 219779072. ISBN 86-11-16562-4.
- Osebnosti: veliki slovenski biografski leksikon. Mladinska knjiga, Ljubljana. 2008. COBISS 241136128. ISBN 978-961-01-0504-6.

1. ↑  https://european-art.net/person/redirect?i=7&p=2121